# علی سیدآقامیری
علی سیدآقامیری (زاده ۱۳۳۴ در دزفول) سیاست‌مدار اهل ایران است، که در دوره ششم مجلس شورای اسلامی به‌عنوان نماینده حوزهٔ انتخابیهٔ دزفول، از استان خوزستان در مجلس شورای اسلامی حضور داشت.